# Afroleptomydas junodi
Afroleptomydas junodi är en tvåvingeart som beskrevs av Joseph Charles Bequaert 1963. Afroleptomydas junodi ingår i släktet Afroleptomydas och familjen Mydidae.
Artens utbredningsområde är Moçambique. Inga underarter finns listade i Catalogue of Life.